# BHeins
Radio BHeins (sprich: „B. H. eins“) ist ein lokaler Hörfunksender der Babelsberg Hitradio GmbH in Potsdam. Sitz des Senders ist seit März 2023 ein Nachbargebäude beim Landhaus Adlon am Lehnitzsee im Potsdamer Ortsteil Neu Fahrland. Der Sender hat seit Oktober 2023 eine bundesweite Zulassung.

## Geschichte
Das Programm wurde 2007 als Internetradio unter dem Namen 14482 Babelsberg Hitradio von Hartmut Behrenwald gegründet. Erster Sitz des Senders war das ehemalige Studio von Radio Teddy auf dem Gelände des Filmparks Babelsberg. Behrenwald startete 1990 mit einer Veranstaltungsagentur, arbeitete zwischenzeitlich als DJ und als Stadionsprecher für Turbine Potsdam, Eisbären Berlin und Babelsberg 03 und soll sich nach eigener Aussage über die vielen Titelwiederholungen im örtlichen Lokalradio geärgert haben, was ihn zur Gründung eines eigenen Senders mit größerer Vielfalt im Musikprogramm bewogen habe.
Am 1. Juni 2009 wurde der Sender im Kabel aufgeschaltet. Im Dezember 2012 klagte Behrenwald gegen eine Entscheidung der Medienanstalt Berlin-Brandenburg (mabb), die die UKW-Fraquenz 89,2 MHz an den Konkurrenzsender Radio Potsdam vergeben hatte. Begründet wurde die Klage damit, dass der Konkurrent entgegen eigenen Zusicherungen sein Programm nicht moderierte, sondern mit computergenerierten Konserven gestaltete und verlangte zur Beweissicherung die Archivierung. Am 1. August 2015 hat das Programm die UKW-Frequenz erhalten.
Am 1. August 2015 wurde das Programm umbenannt in Radio BHeins (bei der mabb jedoch unter dem Kurznamen „BHeins“ geführt). Am 20. Juni 2014 wurde von der Medienanstalt ein Sendeplatz im DAB+ Multiplex vergeben, der aber erst seit 15. Februar 2022 genutzt wird. 2018 folgte der Umzug in ein Studio in Drewitz. Die Corona-Pandemie brachte einen Einbruch von 80 Prozent beim Umsatz. Stellen wurden von sieben auf nur noch zwei abgebaut. Auch das Comedy-Duo Christian Rahbari und Frank Weiss mit ihrer Improvisations-Comedyshow, die als Podcast auf eine Reichweite von rund 100.000 Internet-Zugriffen kam, verließen Anfang Januar 2020 den Sender. Anfang 2022 waren es wieder vier feste Mitarbeiter. Zielgruppe waren zu dieser Zeit die Generation 40+ mit einem Schwerpunkt auf Songs der 80er und 90er Jahre.
Zu den von RIAS 2, WDR 2 und weiteren Sendern bekanntesten Moderatoren gehört Radiolegende Dennis King, der im August 2015 zum Sender kam, und nach einer Pause von 2020 bis 2023 wieder den Nachmittag beim Sender moderiert.

## Programm
Zur Rotation sollen 2000 Titel gehören, die eigenen Angaben zufolge nach dem Kriterium ausgewählt worden seien, dass sie bei den Hörern eine „sichtbare Reaktion“ (z. B. Fingerschnippen, Kopfwackeln…) auslösen. Das Durchschnittsalter der rund 10.000 Hörer soll ebenfalls nach eigener Angabe bei 49 Jahren liegen. Zum redaktionellen Teil des Programms gehören Nachrichten, lokale Meldungen und Wetter-, Verkehrs- und Serviceinformationen.

## Verbreitung
Das Programm wird in Potsdam auf UKW 95,3 MHz verbreitet, sowie über DAB+ auf Kanal 12D. In den lokalen Kabelnetzen ist der Sender bei Tele Columbus (Pÿur) und RFT-Kabel Brandenburg enthalten. Über eine Mobile App und Plattformen von Drittanbietern ist das Programm als Livestream im Internet verfügbar.
Die technische Reichweite wird für UKW, dessen Signal bis etwa Brandenburg a. d. Havel reicht, bei rund 500.000 Hörern angegeben, bei DAB+ sind es rund sechs Millionen Menschen. Im Oktober 2024 wurde bekannt, dass der Sender seine Verbreitung um eine landesweite Bedeckung in Sachsen ausweiten wird.

## Rezeption
Das Landhaus Adlon in Neu Fahrland ist als Treffpunkt rechter und rechtsextremer Akteure bekannt. Das benachbarte Grundstück, seit 2023 Sitz des Senders, gehört einer Tochterfirma eines Unternehmens des Eigentümers des Landhauses Adlon. Zum Team des Senders gehören Klaus Kelle, der sich als konservativer Hardliner für eine Zusammenarbeit von CDU und AfD ausspricht, sowie Dennis Manz, der zeitweilig in Berlin für die AfD-Fraktion im Abgeordnetenhaus arbeitete. Anlässlich eines Geheimtreffens von AfD-Politikern mit Rechtsextremen rückte der Sender selbst in den Fokus der Presse. Hartmut Behrenwald distanzierte sich in einer Stellungnahme der Zeitung von einer politischen Ausrichtung und bestritt „Miet- und Geschäftsverbindungen dorthin“.